# Fridolin Huber (Politiker)
Fridolin Huber (* 13. August 1809 in Walenstadt; † 26. Dezember 1886 ebenda, katholisch, heimatberechtigt in Walenstadt) war ein Schweizer Unternehmer und liberaler Politiker.

## Biografie
Fridolin Huber wurde am 13. August 1809 als Sohn des Faktors Justus Franz Huber in Walenstadt geboren. Huber besuchte zunächst die Katholische Kantonsschule St. Gallen. Im Anschluss unternahm er Sprachreisen nach Neuenburg und Mailand.
Nach dem frühen Tod seines Vaters übernahm Huber als 16-Jähriger 1825 die Leitung der Speditionsfirma Faktor Huber & Co. Mit der 1859 eröffneten Bahnlinie Sargans-Weesen verlor sie  an Bedeutung und zu Beginn der 1860er Jahre gab er sie auf. 1860 war er einer der Mitgründer der Buntweberei AG Walenstadt.
Fridolin Huber war populär als letzter Faktor und grosszügiger Wohltäter. Nach dem Tod seines einzigen Sohnes 1866 bedachte Huber vor allem Walenstadt mit reichen Schenkungen, so einer Schule, einer Kirche und Geld für den Strassenbau. Testamentarisch vermachte er der Gemeinde 200'000 Franken für den Bau des Spitals Walenstadt. Fridolin Huber, der mit Anna Maria geborene Freuler verheiratet war, starb am 26. Dezember 1886 im Alter von 77 Jahren in Walenstadt.

## Politik
Fridolin Huber, Mitglied der Liberalen Partei, war von 1855 bis 1857 beziehungsweise von 1872 bis 1873 im St. Galler Kantonsrat vertreten.

## Weblink
- Peter Müller: Huber, Fridolin. In: Historisches Lexikon der Schweiz.

| Personendaten    | Personendaten                                 |
| ---------------- | --------------------------------------------- |
| NAME             | Huber, Fridolin                               |
| KURZBESCHREIBUNG | Schweizer Unternehmer und liberaler Politiker |
| GEBURTSDATUM     | 13. August 1809                               |
| GEBURTSORT       | Walenstadt                                    |
| STERBEDATUM      | 26. Dezember 1886                             |
| STERBEORT        | Walenstadt                                    |